# William Brown (Meuterer)
William Brown († 20. September 1793 auf Pitcairn) war ein britischer Botaniker auf dem Handelsschiff Bounty, der nach seiner Beteiligung an der auf ihr begangenen Meuterei zu einem der ersten Siedler auf der Insel Pitcairn wurde.

## Leben

### Auf der Bounty

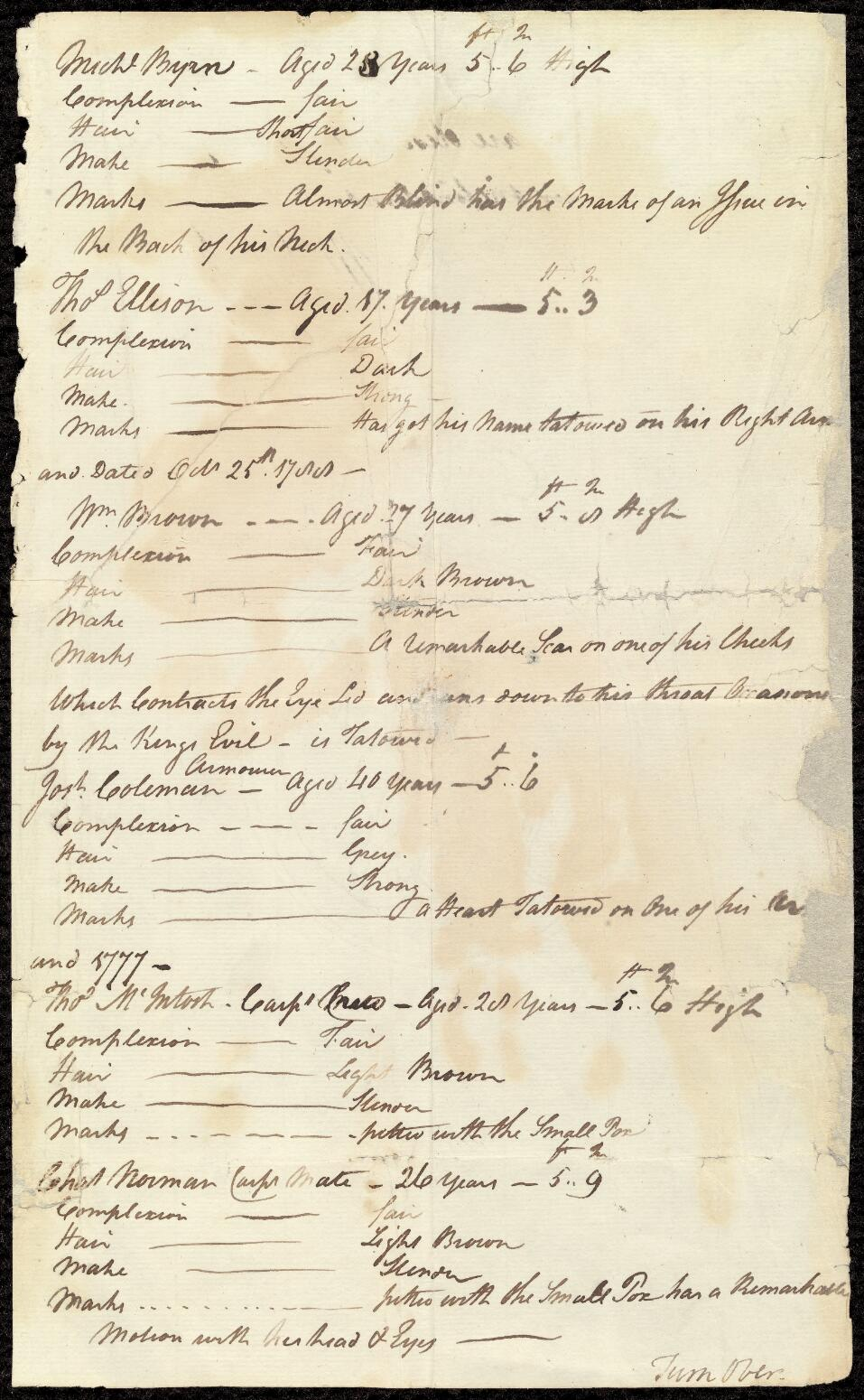
Eine Seite aus Blighs persönlichem Notizbuch mit seiner Beschreibung von Michael Byrn, Thomas Ellison, William Brown, Joseph Coleman, Thomas McIntosh und Charles Norman. National Library of Australia.

Als Assistent des Botanikers David Nelson schrieb sich Brown am 20. August 1787 in Deptford im Alter von etwa 25 Jahren in die Musterungsrolle der Bounty ein, die an jenem Tag durch den Kommandanten Lt. William Bligh eröffnet wurde. Neben Nelson war er einer von zwei Zivilisten die an der Mission der Bounty teilnahmen, die Brotfrucht von Tahiti nach Jamaika zu transportieren. Die Seereise begann am 23. Dezember 1787.
Während der zweiwöchigen Ankerzeit der Bounty in der Adventure Bay des Van-Diemens-Landes (Tasmanien), war Bligh am 2. September 1788 überrascht zu sehen, wie ein weißer Mann aus dem Urwald kam und auf den Ankerplatz zulief. Wie es sich herausstellte, war es Brown, der sich wohl von allen unbemerkt bei einem der Landgänge auf der Suche nach Pflanzen in die Wälder verirrt hatte und dabei in Kontakt mit einer Gruppe Ureinwohner kam. Wenige Tage vor der Ankunft auf Tahiti fiel Brown erneut auf, als er und der Matrose John Mills am 19. Oktober 1788 das Tanzen verweigerten, worauf Bligh ihre Rationierung an Grog einstellte, mit der Warnung einer weiteren Bestrafung bei einer zweiten Verweigerung. Um dem Bewegungsmangel an Bord zu begegnen, hatte Bligh für jeden Morgen zwischen fünf und acht Uhr allgemeines Tanzen angeordnet. Zu dieser Zeit litt Brown seit drei Wochen an Rheumatismus und Schiffsarzt Thomas Huggan will an ihm Symptome von Skorbut erkannt haben, die Bligh nach eigener Anschauung aber nicht feststellen konnte.
Am Morgen des 28. April 1789 schloss sich Brown den vom Steuermannsmaat Fletcher Christian angeführten Meuterern an. In nahezu allen späteren Zeugenaussagen wird er als bewaffneter Meuterer beschrieben, wenn auch er durch keine nennenswerte Handlung auffiel. Von Fähnrich Thomas Hayward wurde er unter jenen an der Heckreling stehenden gesehen, die Bligh Beleidigungen zuriefen, als dieser zum Besteigen der Barkasse gezwungen wurde. In der von Bligh erstellten Auflistung der Meuterer wird er folgend beschrieben: William Brown, assistierender Botaniker, 27 Jahre alt, 5 Fuß und 8 Zoll hoch, heller Teint, dunkelbraunes Haar, schlank; hat eine bemerkenswerte Narbe auf einer seiner Wangen, die das Augenlid zusammenzieht und bis zu seiner Kehle reicht, verursacht durch die Bosheit des Königs („King’s Evil“, Skrofulose); ist tätowiert.
Während des Siedlungsversuchs der Meuterer auf Tubuai legte Brown in Zusammenarbeit mit einem Tahitianer eine Plantage für den Anbau von Yams an. Am Tag der Rückkehr nach Tahiti am 22. September 1789 verblieb er als einer von neun Meuterern auf der Bounty, die am Abend desselben Tages die sechzehn anderen Seemänner zurücklassend wieder in See stach. Nach einer viermonatigen Fahrt erreichte das Schiff im späten Januar 1790 die Insel Pitcairn, wo die neun Meuterer mit ihren tahitianischen Begleitern von Bord gingen.

### Auf Pitcairn
Nach Pitcairn wurde Brown von seiner tahitianischen Gefährtin Teatuahitea begleitet, mit der er keine Kinder hatte. Am Tag der Erhebung der vier verbliebenen tahitianischen Männer, dem 20. September 1793, wurde er als letzter von fünf Meuterern getötet. Weil er in den vorangegangenen Jahren von allen Meuterern gegenüber den Tahitianern am freundlichsten aufgetreten war, wollte der ihn angreifende Tahitianer sein Leben verschonen und schoss deshalb nur mit Pulver auf ihn, worauf sich Brown totstellen sollte. Doch beging er darauf den Fehler zu früh zur Flucht aufzustehen, was ein zweiter Angreifer bemerkte und ihn deshalb sofort tötete. Nach unterschiedlicher Darstellung geschah dies durch einen Schuss in den Rücken, oder mittels eines Axthiebs. Seine sterblichen Überreste wurden erst am 16. April 1794 zusammen mit denen der anderen fünf getöteten Kameraden bestattet.

## Fiktionale Darstellung
- Meuterei auf der Bounty (1962), dargestellt von Richard Haydn

## Überlieferungen

### Erzählungen
- Teehuteatuaenoa („Jenny’s Account I“) nach einem anonymen Autor – Sydney Gazette and New South Wales Advertiser, 17. Juli 1819.
- Teehuteatuaenoa („Jenny’s Account II“) nach Henry Nott – Bengal Hurkaru, 2. Oktober 1826 & United Service Journal and Naval and Military Magazine (1829), Part II, S. 589–593.

### Erlebnisberichte
- Beechey, Frederick W., Narrative of a Voyage to the Pacific and Beering’s Strait. London 1831.
- Bligh, William, A voyage to the South sea, undertaken by command of His Majesty, for the purpose of conveying the bread-fruit tree to the West Indies, in His Majesty’s ship the Bounty, commanded by Lieutenant William Bligh. London 1792.
- Buffett, John, A Narrative of 20 years’ Residence on Pitcairn’s Island. In: The Friend, Vol. IV (1846), S. 2–3, 20–21, 27–28, 34–35, 50–51, 66–68.
- Morrison, James, Mutiny and Aftermath: James Morrison’s Account of the Mutiny on the Bounty and the Island of Tahiti. Hrsg. von Vanessa Smith, Nicholas Thomas. University of Hawaiʻi Press 2013.